# M69德比
M69德比（M69 Derby），是英格蘭中部考文垂足球俱乐部和萊斯特城足球俱樂部之間進行的足球比賽。它的名字來源於連接考文垂與萊斯特的高速公路，這兩座城市相距僅24英里（38公里）。儘管雙方都不是聯賽中的傳統勁旅，但在2001年至2011年期間，這兩隊的比賽變得越來越重要。

## 交戰記錄 （截至2023年）
萊斯特城勝利：37
平局：24
考文垂城勝利：25

## 近況
近年來，隨著萊斯特在聯賽中的崛起，及考文垂在財政上苦苦掙扎，進而導致在足球聯賽中排名較低，使得兩隊交手的頻率降低。